# 三沢大火
三沢大火（みさわたいか）とは、1966年（昭和41年）1月11日に青森県三沢市で発生した大火。
焼損棟数は450棟。罹災世帯は828世帯、羅災人口は2152人。死者数は0人、重軽傷者数は13人。損害額は15億6560万5000円。出火時間が早かったことで1人の死者も出なかった。

## 経過

### 背景
1966年（昭和41年）1月11日12時時点の青森県東部は湿度38%（観測所は八戸市）という乾燥状態にあり、13時前には最大瞬間風速26メートル（観測所は八戸市）の強風を記録していた。この時期の三沢市としては珍しく、道路に積雪はなかった。

### 火災の発生

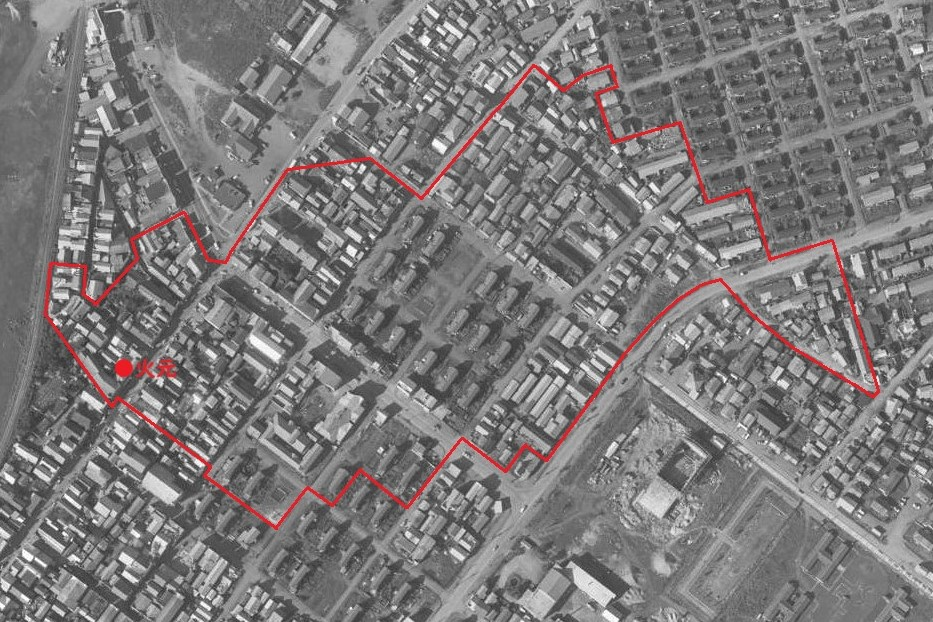
三沢大火の火元と焼失範囲

14時14分頃、三沢市中央町2丁目の繁華街から出火した。ガスコンロに点火したまま放置したことが出火の原因とされている。中央町2丁目は木造建築の商店が密集していた場所である。火災が珍しくなかった時代であり、すぐに鎮火すると推測した市民も多かった。
三沢市消防本部は火元から550メートルの距離にあった。14時20分に三沢市消防本部に通報があり、現場に駆け付けた消防車は14時22分に放水を開始した。火災の発生から8分が経過しており、火災は両隣の建物に延焼していた。

### 火災の拡大
14時30分頃には電話が不通となり、同じ頃には停電と断水も起こった。瞬間風速22メートルから26メートルの西風によって燃え広がり、火災発生の20分後には30棟にまで延焼が広がった。火災発生から1時間後には、日活会館や有楽座が火の海となった。三沢中央病院の入院患者は三沢市民会館に避難していたが、15時30分頃には三沢中央病院が焼け落ちた。
第一次防御線、第二次防御線、第三次防御線が設定され、被害の拡大を防ぐためにブルドーザーによる建物の破壊なども行われている。17時頃には幸町にも火災が延焼した。19時頃にようやく火の勢いが衰えはじめ、19時55分にようやく鎮火した。20時30分頃にはほぼ火災が収まった。
消火の際には三沢市消防本部の他に、在日米軍三沢基地消防隊、三沢航空自衛隊、八戸海上自衛隊なども応援に駆け付けた。消火活動で在日米軍の消防士のうち2人が重傷を負い、11人が軽傷を負っている。
罹災者は三沢市立岡三沢小学校、三沢市立上久保小学校、三沢市立第一中学校柔道場、三沢市民会館、保育所などに避難した。

### 大火後
大火後には全国から約1億7000万円の見舞金と数万個の救援物資が届けられた。三沢大火からちょうど1年後の1967年（昭和42年）1月11日、三沢市は全国に先駆けて無火災都市宣言を行った。

## 被害
商店や住宅など450戸が焼失し、828世帯計2152人が羅災した。焼損面積は約5.4万m2であり、1960年代の市街地における大火としては、1962年（昭和37年）9月26日に長崎県福江市で起こった福江大火に次いで2番目の規模である。
2010年（平成22年）1月11日、青森放送の『あの瞬 RABテレビが伝えた青森』で三沢大火が特集された。

### 主な焼失建物
- 三沢中央病院
- 三沢信用組合
- 宝湯
- 有楽座
- 日活会館
- 京栄旅館
- 野々宮旅館
- 主婦の店本店